# Al-Rusafa

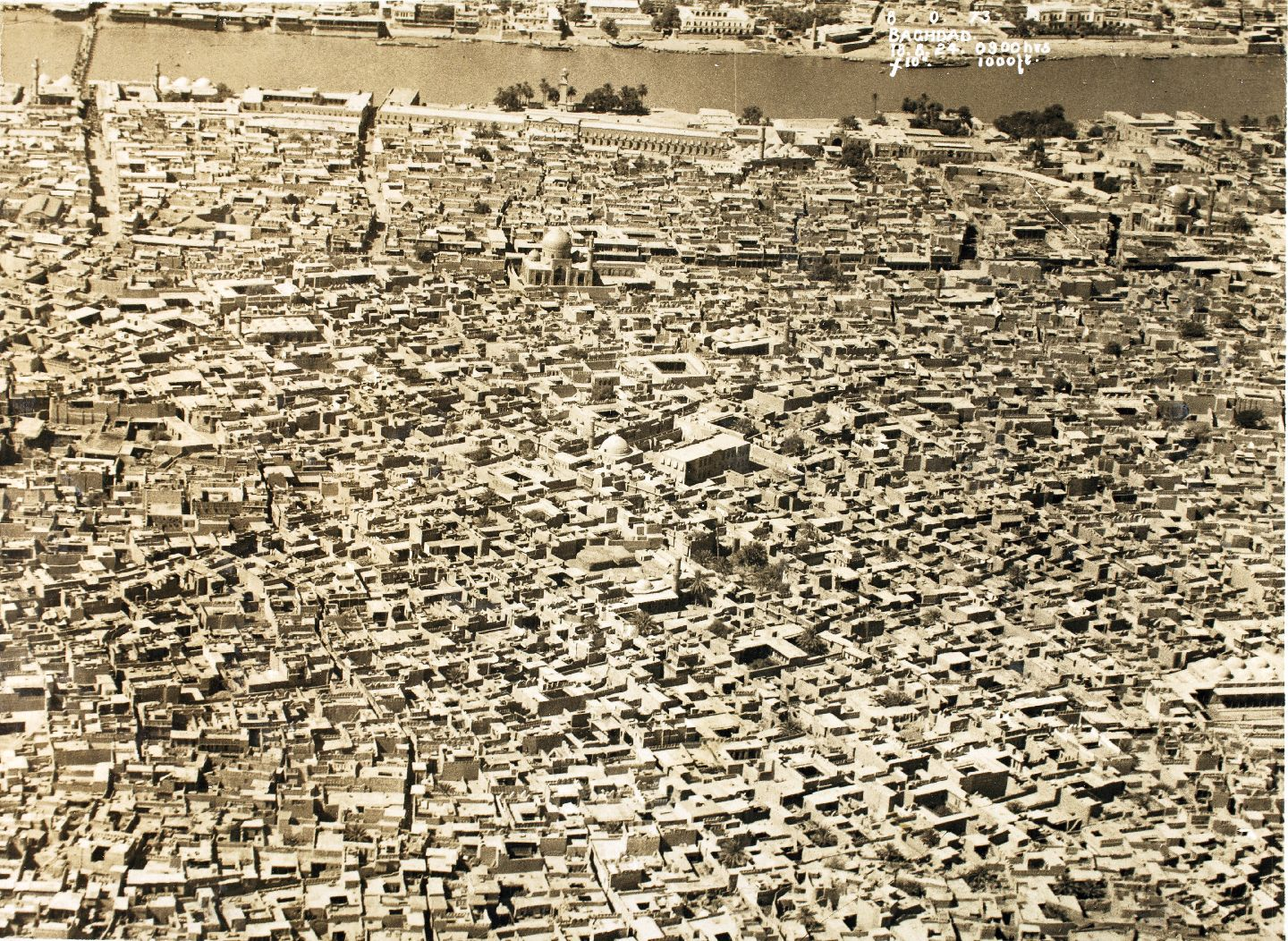
Bagdad en 1924, mostrando la zona de Rusafa y el río Tigris.

Al-Rusafa o al-Rasafa (en árabe: الُّرُّصَفَة الَّرَّصَفَة, romanizado: Ar-Ruṣāfah/Ar-Raṣāfah) es uno de los nueve distritos administrativos de Bagdad,en Irak, situado en la orilla este del río Tigris (en el lado oeste está el distrito de al-Karj). Es uno de los barrios antiguos de Bagdad, ubicado en el corazón de la ciudad, y alberga varias plazas públicas con importantes obras de arte monumentales.

## Descripción
Este distrito es una antigua área en el lado este de Bagdad. Su área comercial central, es un centro de mercado, frecuentado mayoritariamente por residentes y trabajadores chiitas. Está considerado como uno de los cuatro viejos distritos comerciales centrales de Bagdad junto con Karj, Adhamiyah y Kadhimiya). 
Contiene varios puntos de referencia urbana, como la plaza Firdos y la plaza de la Liberación, el espacio más grande y monumental de Bagdad y uno de los más visitados. Albergaba varias obras de arte monumentales, incluido el Monumento al Soldado Desconocido (1959-2002) diseñado por el arquitecto local Rifat Chadirji, una estatua de Saddam Hussein (2002-2003) del escultor local Jalid Ezzat, que fue reemplazada por el monumento Libertad del escultor local Bassem Hamad al-Dawiri, todos ubicados en la plaza Firdos.
El Monumento a la Libertad (Nasb al-Hurriyah), obra del arquitecto Rifat Chadirji y el escultor Jawad Saleem es la obra más emblemática de Bagdad, situado en la plaza de la Liberación. La escultura Shahriyar y Scheherazade del escultor Mohammed Ghani Hikmat, situada a orillas del río Tigris cerca de la calle Abu Nuwas, es otro ejemplo del arte iraquí representado en la zona. Los barrios del distrito de Rusafa incluyen Bab Al-Moatham y Al-Sa'adoon.

### Mezquita Imán Ahmad Bin Hanbal
El santuario del Imán Ahmad Bin Hanbal (en árabe: مَسْجِد ٱلْإِمَام أَحْمَد بِن حَنۢبَل, romanizado: Masjid Al-Imām Aḥmad Bin Ḥanbal) es una mezquite situada en este distrito que contiene la qabr (tumba) de Ahmad ibn Hanbal, un imán sunita de fiqh (jurisprudencia).